# Juramento de Rütli

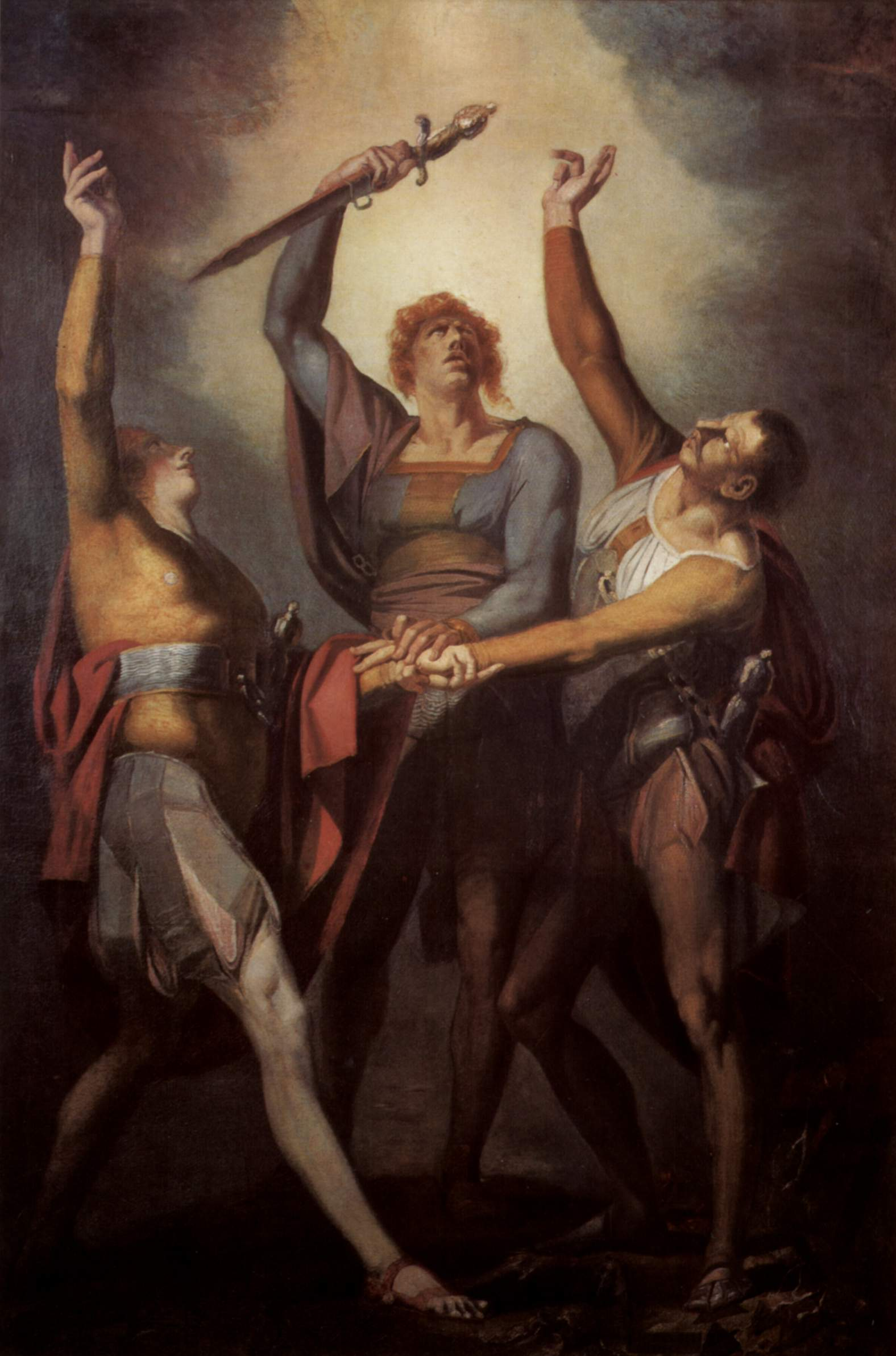
Los tres Confederados hacen el juramento sobre el Rütli, Johann Heinrich Füssli, 1780.

El Juramento de Rütli, que se supone tuvo lugar en el año 1307, es un mito fundacional de Suiza de carácter legendario, cuyo primer registro escrito se encuentra en el Libro Blanco de Sarnen de alrededor del año 1470. Este mito se asocia a menudo con el pacto federal de alianza perpetua de 1291 entre las comunidades de Uri, Schwyz y Nidwalden.
Según cuenta la leyenda, el juramento se prestó sobre la pradera de Rütli con vistas al lago de los Cuatro Cantones, donde se habían reunido los hombres libres de los valles de Uri, Schwyz y Unterwalden, especialmente representados por los tres confederados: Arnold de Melchtal, Walter Fürst y Werner Stauffacher.
Este acuerdo entre las tres comunidades situadas en lo que hoy forma la Suiza primitiva, se consideró hasta el siglo XIX como el acto fundacional de la Confederación Suiza y permanece hasta el presente como un elemento importante del imaginario popular.

## Relato
En 1291 se firmó un pacto federal que proclamaba la alianza perpetua de las tres comunidades de Uri, Schwyz y Unterwalden, pero no se redescubrió hasta algunos siglos más tarde. Antes de que se le considerara como pacto fundacional, el Juramento de Rütli de 1307 jugó este papel durante mucho tiempo. Hoy es considerado como una leyenda, pero, fuera de las obras de historia, los dos pactos se confunden con frecuencia.
Según la leyenda, los Habsburgo, soberanos del Sacro Imperio Romano Germánico, enviaron a sus arrogantes agentes judiciales a los Waldstätten (comunidades forestales o cantones primitivos). Así, Hermann Gessler se convirtió en agente judicial de Uri y Schwyz, se estableció en el castillo de Küssnacht e hizo construir una fortaleza que no dudó en utilizar para aprisionar a recalcitrantes. Un segundo agente judicial se instaló en Sarnen, y un agente judicial adjunto, Wölfenschiess, gobernó desde Stans.
No faltaron hostigamientos contra los habitantes por parte de los gobernadores de Austria, provocando actos de rebelión de los campesinos. Así, se puede citar la historia de la esposa de Conrad Baumgarten, natural de Altzellen en el futuro cantón de Unterwalden, a la que Wolfenschiess le ordenó que le preparara un baño. Aterrorizada, ella lo hizo, pero advirtió a su marido, que estaba recogiendo leña en el bosque, el cual volvió a su casa y mató al agente judicial adjunto durante su aseo.
En Melchtal, el agente judicial Landenberg, deseoso de castigar a Heinrich (Enrique) an der Helde, muy respetado por los campesinos, los animó a la desobediencia. Lo condenó como represalia por sus actividades y le incautó sus bueyes, sin duda para arruinar al agricultor y obligarle a pagar la cuantiosa multa impuesta a su hijo Arnold por un delito venial. Un esbirro de los agentes judiciales trató de capturar a los animales y el arado de Enrique, quien exclamó: "¡Si quieren comer, que los propios agricultores tiren del carro!". Arnold golpeó la mano del lacayo  que se había apoderado de las riendas y le rompió dos dedos. Arnold, asustado por el agente judicial, huyó a la región de Uri y se escondió allí. Landenberg confiscó los bienes de Enrique y le hizo sacar los ojos.
La región de Schwyz no se libró de la tiranía de los cobradores de deudas. Gessler vio la casa de piedra recién construida por un campesino rico, Werner Stauffacher. Al interrogatorio del propietario, según los informes, respondió: "Pertenece al señor rey; es su feudo y el mío". "Yo represento al rey", respondió el agente judicial, "y no quiero que los campesinos estén construyendo casas sin mi permiso y que vivan como señores". Preocupada, la mujer convenció a su marido para que fuera a Uri a reunir a las personas de buena voluntad en contra de los cobradores. Werner Stauffacher se fue a Uri, y allí, con Walter Fürst y Arnold Melchtal, decidieron reunirse en secreto en la pradera de Rütli con diez hombres cada uno. Por la noche, los 33 conspiradores hicieron el juramento de liberar a los tres valles y vivir o morir como hombres libres.
Estos episodios son legendarios y confundidos y mezclados en el imaginario popular con la firma del Pacto Federal de 1291.